# 레이든 (음악 프로듀서)
레이든(Raiden, 1987년 2월 6일 ~ )는 하우스 음악과 일렉트로닉 댄스 뮤직을 주 장르로 활동하는 대한민국의 음악 프로듀서로, 본명은 한석현이다.
대한민국 최초로 네덜란드의 레이블인 프로토콜 레코딩스(Protocol Recordings)를 통하여 첫 앨범‘Heart of Steel’을 2017년 1월 31일 발매했다. 데이비드 게타(David Guetta), 마틴 게릭스(Martin Garrix) 등 유명 DJ들의 라디오 리믹스 트랙에 소개되기도 하였으며, 특히 프로토콜 레코딩스의 수장인 DJ 니키 로메로(Nicky Romero)는 2017년 가장 기대되는 아티스트 중 한 명으로 레이든을 꼽았으며, 본인에게 지속적으로 영감을 주는 아티스트라 소개하였다. 2017년 3월에는 미국 마이애미에서 열린 울트라 뮤직 페스티벌(UMF)에 초청되어 24,25일 양일간 메인 스테이지에 올랐다.
2018년 1월 26일에는 소녀시대 유리와 콜라보레이션 음원 'Always find you'를 발표했으며, 2018년 2월 25일 막을 내린 '2018 평창 동계올림픽' 폐막식 무대에 올라 피날레 공연을 장식했다. 폐막식 무대에는 세계 1위 DJ인 '마틴 개릭스' 등장해 큰 화제가 됐다. 또한 마틴 개릭스의 레이블 STMPD RCRDS(스템프드 레코즈)와 작업을 진행해 3월 2일 덥비전과 레이든의 콜라보레이션 음원 'Keep My Light On'을 발매했다.

## 레지던시
Club Octagon Seoul, South korea (Ranked No.5 in the DJ Mag Top 100 Clubs)

## 발표 음원
- Raiden X Dubvision "Keep My Light On"
- YURI X Raiden "Always Find You"
- Raiden X Tom tiger "C’est La Vibe"
- Gallant X Tablo X Eric Nam “Cave Me In” (Raiden remix)
- Raiden "Acid Love"
- Raiden ft. Bright Lights “HEART OF STEEL”
- FlorianPicasso “FINAL CALL” (Raiden remix)
- Florian Picasso x Tom Tyger x Raiden “Vindaloo Bounce”
- FlorianPicasso x Raiden “Hanabi”

## 학력
- Tokyo Music Art SHOBI [Major: Pro Musician]
- Tokyo Music Art SHOBI [Major: Music Producer]